# 미추홀외국어고등학교
미추홀외국어고등학교(彌鄒忽外國語高等學校)는 대한민국 인천광역시 남동구 논현동에 있는 공립 외국어고등학교이다.

## 학교 연혁
- 2009년 6월 11일 : 미추홀외고 설립 인가
- 2010년 3월 1일 : 초대 오혜성 교장 취임
- 2010년 3월 3일 : 제1회 입학식(8학급 200명)
- 2012년 1월 1일 : 인천광역시교육청 영어영재원 지정 운영
- 2013년 2월 5일 : 제1회 졸업식(189명)
- 2024년 2월 8일 : 제12회 졸업식(175명, 누계 2,228명)
- 2024년 3월 4일 : 제15회 신입학(8학급 200명)
- 2024년 9월 1일 : 제6대 이원전 교장 취임

## 설치 학과
- 영어-중국어과
- 영어-일본어과
- 영어-프랑스어과
- 영어-스페인어과

## 참고 자료
- 미추홀외국어고등학교 - 한국교육학술정보원 학교알리미